# Дашкевич Володимир Сергійович
Володи́мир Сергі́йович Дашке́вич (рос. Владимир Сергеевич Дашкевич; * 20 січня 1934, Москва) — радянський, російський композитор. Лауреат Державної премії СРСР (1991). Заслужений діяч мистецтв Росії (2002).

## Біографічні відомості
Закінчив Музично-педагогічний інститут імені Гнесіних (1962, клас Арама Хачатуряна).
Автор симфонічних творів, вокальних циклів. 
З 1963 року працює в ігровому і анімаційному кіно. Автор музики до ряду українських кінокартин.

## Фільмографія
Автор музики до фільмів:
- «Ведмедик на дорозі» (1965, мультфільм),
- «Гора динозаврів» (1967, мультфільм),
- «Півгодини на чудеса» (1970),
- «Бумбараш» (1971),
- «Гонщики» (1972),
- «Сімнадцятий трансатлантичний» (1972),
- «Переклад з англійської» (1972),
- «Ринг» (1973),
- «Ефект Ромашкіна» (1973),
- «Крапля в морі» (1973),
- «Розповіді про Кешку і його друзів» (1974),
- «Заячий заповідник» (1974),
- «Засекречене місто» (1974),
- «Під кам'яним небом» (1974),
- «Маяковський сміється» (1975),
- «Хвилі Чорного моря» (1975, «Зимовий вітер»),
- «Припустимо — ти капітан...» (1976),
- «Сентиментальний роман» (1976),
- «Театр невідомого актора» (1976),
- «Красень-чоловік» (1978),
- «Шерлок Холмс і доктор Ватсон» (1979),
- «Королі і капуста» (1978, т/ф),
- «Ярославна, королева Франції» (1978),
- «В одне прекрасне дитинство» (1979),
- «Полюбіть клоуна» (1979),
- «Капітан Збреши-голова» (1979),
- «Сьогодні і завтра» (1979),
- «Блакитний карбункул» (1979),
- «Червоні погони» (1979, т/ф, 3 с),
- «Клоун» (1980, т/ф, 2 с),
- «Пригоди Шерлока Холмса і доктора Ватсона» (1980),
- «Розповіді про кохання» (1980, т/ф),
- «Пригоди Шерлока Холмса і доктора Ватсона: Собака Баскервілів» (1981),
- «Історія одного кохання» (1981, т/ф),
- «Всім — спасибі!» (1981),
- «Третій вимір» (1981),
- «Інспектор Лосєв» (1982, т/ф, 3 с),
- «Транзит» (1982),
- «Інспектор Лосєв» (1982),
- «Культпохід до театру» (1982),
- «Там, на невідомих доріжках…» (1982),
- «Дівчинка + дракон» (1982, мультфільм),
- «Петля» (1983),
- «Малинове варення» (1983, мультфільм),
- «Пригоди Шерлока Холмса і доктора Ватсона: Скарби Агри» (1983),
- «Розсмішіть клоуна» (т/ф, 2 а),
- «Пеппі Довгапанчоха» (т/ф, 2 а),
- «Капітан Фракасс» (1984, т/ф, 2 с),
- «Без сім'ї» (1984),
- «Зимова вишня» (1985),
- «Пароль знали двоє» (1985),
- «Пригоди Шерлока Холмса і доктора Ватсона: Двадцяте століття починається» (1986),
- «Мій ніжно коханий детектив» (1986),
- «Як стати щасливим» (1986),
- «Мій ніжно коханий детектив» (1986),
- «Плюмбум, або Небезпечна гра» (1986),
- «Голос» (1986),
- «Винятки без правил» (1986),
- «Шлях до себе» (1986),
- «Одного разу збрехавши…» (1987),
- «Слуга» (1988),
- «Скарб» (1988),
- «Продовження роду» (1988),
- «Філія» (1988),
- «Собаче серце» (1988),
- «Катала» (1989),
- «Мої люди» (1990, т/ф, 2 а),
- «Зимова вишня 2» (1990),
- «Людина з чорної „Волги“» (1990),
- «Повернення в Зурбаган» (1990, т/ф),
- «Це ми, Господи!..» (1990, т/ф),
- «Афганський злам» (1991),
- «Армавір» (1991),
- «Тінь, або Може бути, все обійдеться» (1991),
- «Ціна голови» (1992),
- «Удачі вам, панове!» (1992),
- «Ключ» (1992),
- «Темрява» (1992),
- «Безодня, коло сьоме» (1993),
- «Зимова вишня 3» (1995),
- «Самотній гравець» (1995),
- «Фатальні яйця» (1995),
- «Сторінки театральної пародії» (1996),
- «Цирк згорів, і клоуни розбіглися» (1997),
- «Злодій» (1997),
- «Му-му» (1998),
- «Що сказав небіжчик» (1999, т/с),
- «Ворошиловський стрілець» (1999),
- «Замість мене» (2000),
- «Спогади про Шерлока Холмса» (2000),
- «Будинок для багатих» (2000),
- «Зупинка на вимогу» (2000, т/с),
- «Ідеальна пара» (2001),
- «Листи до Ельзи» (2002),
- «Азазель» (2002),
- «Нізвідки з любов'ю, або Веселі похорони» (2003),
- «Ніро Вульф і Арчі Гудвін» (2004),
- «Остання сповідь» (2006),
- «Петро Перший. Заповіт» (2011, т/с),
- «Наказано забути» (2014),
- «Негідник» (2015),
- «Три сестри» (2017) та ін.

## Фестивалі та премії
- 1986: Премія журналу «Радянський екран» «За найкращу музику» до фільму «Зимова вишня»
- 1991: Державна премія СРСР (фільм «Слуга»)
- 1997: «Ніка» в номінації «Найкраща музика» до фільму «Злодій»[1]
- 1998: КФ російських фільмів в Онфлері — Приз «Золотий фільм» «За внесок у кіномистецтво»
- 1998: ОРКФ в Сочі — Приз ім. Тарівердієва за найкращу музику до фільму «Цирк згорів, і клоуни розбіглися»
- 1998: ОРКФ в Сочі — Приз ім. Тарівердієва за найкращу музику до фільму «Му-му»